# Marco Capretti
Marco Capretti (Roma, 9 maggio 1968) è un comico e personaggio televisivo italiano.

## Biografia
Ha raggiunto la notorietà con la partecipazione a tutte le edizioni di Made in Sud andate in onda su RAI 2. Tra i suoi personaggi comici: L'uomo del web  con il tormentone "stanno in mezzo a noi", il fidanzato "preoccupatissimo"  con i suoi monologhi sulla vita di coppia  e l'inventore della prima "challenge" tra la Fiction e la Realtà.
Tra il 2012 e il 2013 è stato monologhista di S.C.Q.R. Sono Comici Questi Romani  in onda su Comedy Central.
Nel 2014 interpreta il fruttivendolo nel film Sotto una buona stella con Carlo Verdone e Paola Cortellesi per la regia di Carlo Verdone.
Dal 2015 al 2019 è protagonista di Comedy Tour  su Comedy Central.
Nel 2016 esce il suo libro “Ma come si riproducono i Puffi?”  pubblicato da RAI ERI, antologia delle assurdità trovate nel web.
Nel 2016 è il conduttore di Challenge 4  prima serata su Rai 4.
Nel 2018 è stato a teatro con lo spettacolo Quando tutti dormono al Teatro Tirso de Molina, dedicato alla sua recente esperienza di padre 
Nel 2018 e 2019 conduce le edizioni del Vertical Movie Festival  il primo festival di video verticali .
Nel 2019 fanno discutere le sue parodie del padre di Greta Thunberg  come ostaggio della figlia e di Danilo Toninelli ministro delle gaffes. 
Nel 2021 porta in scena L'Ultima Coppia del Mondo,, commedia comica ma dai risvolti apocalittici scritta dallo stesso Capretti con Valter delle Donne e Federico Moccia che ne firma anche la regia.
Nel 2023 esce al cinema Mamma qui comando io  , regia di Federico Moccia, dove interpreta un terribile ma sfortunatissimo assistente sociale.

## Curiosità
Nel 2007 è il conduttore del v-day di Beppe Grillo, a piazza San Paolo di Roma.

## Teatrografia
- 10 Lustri de Roma [19], di R.Galliani e S.Faina (2022)
- L'Ultima Coppia del Mondo [20], regia di Federico Moccia (2021)
- Mistero Comico [21], regia di Marco Capretti(2019)
- Quando tutti dormono [22], regia di Fabrizio Nardi (2018)
- Capretti di battaglia [23], regia di Marco Capretti (2018)
- Finché notte non vi separi, regia di Fabrizio Nardi (2016)
- Ti presento Roma mia, regia di Marco Capretti (2015)
- Inghiottito (Prodotto Piacevolmente Digeribile), regia di Stefano Fabrizi (2013)
- Vado spesso nei sogni, ma non mi trattengo, regia di Stefano Fabrizi (2012)

## Filmografia
- Sotto una buona stella, regia di Carlo Verdone (2014)
- Prisma Serie TV [24], regia di Ludovico Bessegato (2022)
- Mamma qui comando io, regia di Federico Moccia (2023)

## Opere
- Ma come si riproducono i Puffi, di Marco Capretti RAI ERI (2016). ISBN 9788839716675

## Riconoscimenti
- 2018 Ambasciatore del Made In Italy alla Camera dei Deputati [25]
- 2022 Cavaliere della Roma [26]
- 2022 Storie di Talenti [27]

## Vita Privata
Nel 2018 si sposa con Linda Gulino , con la quale ha una figlia Giulia.